# Liparis sootenzanensis
Liparis sootenzanensis là một loài thực vật có hoa trong họ Lan. Loài này được Fukuy. mô tả khoa học đầu tiên năm 1933.